# Karoverin
Karoverin (Spazmijum, Spadon) je lek koji se koristi kao spazmolitik i lek koji pruža neuronalnu zaštitu unutrašnjem uvu. On deluje kao blokator N-tipa kalcijumovog kanala , kompetitivni antagonist AMPA receptora, i nekompetitivni antagonist NMDA receptora. On takođe deluje kao potentan antioksidans.